# Gậy thống chế

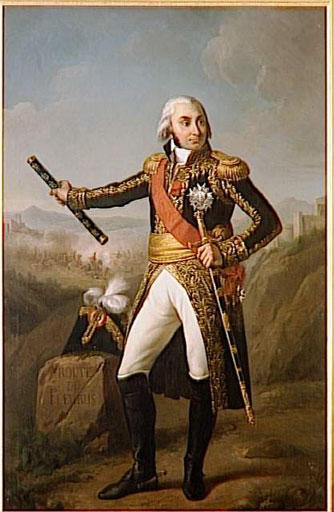
Thống chế Pháp Jean-Baptiste Jourdan với gậy thống chế.

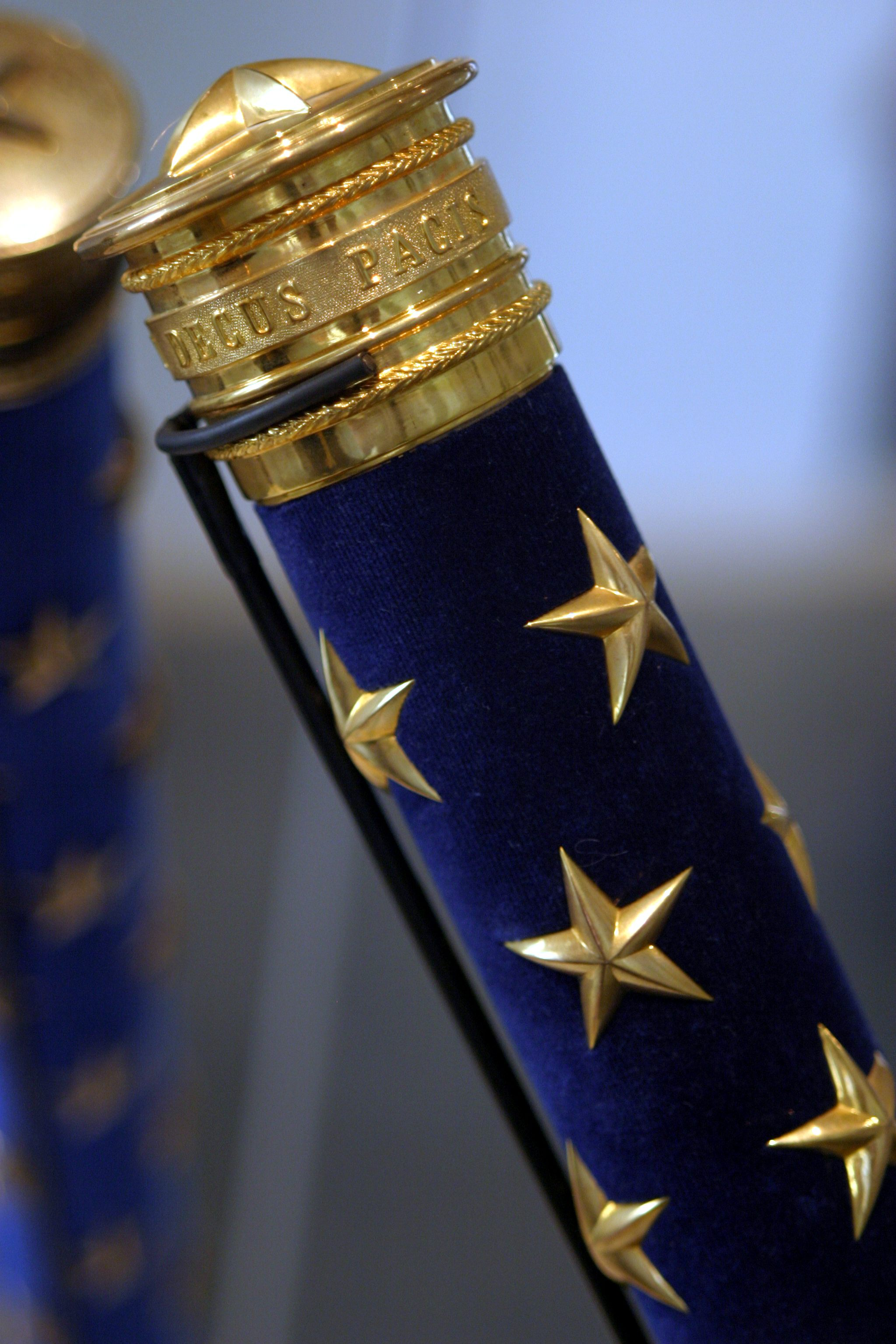
Baton của Thống chế Pháp hiện đại.

Gậy thống chế (tiếng Pháp: baton) là một vật dụng nghi lễ có hình dạng một cây gậy ngắn, dày, thường làm bằng gỗ hoặc kim loại, theo truyền thống là dấu hiệu của một thống chế (hoặc nguyên soái) hoặc một sĩ quan quân đội cấp cao tương đương. Gậy thống chế chỉ được sử dụng khi mặc quân phục. Nó thường được phân biệt với gậy chỉ huy ở chỗ dày hơn nhưng lại không mang bất kỳ hiệu quả chức năng thực tế nào. Không giống như quyền trượng, gậy thống chế không thể dùng như một gậy chống trên mặt đất. Không giống như vương trượng hoàng gia, gậy thống chế thường có đầu phẳng, không được trang trí vương miện ở một đầu với biểu tượng đại bàng hoặc quả địa cầu.

## Thời cổ đại
Nguồn gốc của gậy thống chế vẫn còn rất mơ hồ. Một số nhà nghiên cứu cho rằng, tại Tây Âu, ban đầu baton được sử dụng cho mục đích tương tự như fasces lictoriae của La Mã: một biểu tượng của quyền uy. Một thanh baton ngắn, nặng, màu trắng là biểu tượng của nhiệm vụ triều đình giao cho một legatus trong quân đội La Mã.
Một số học giả khác cho rằng baton có thể xuất phát từ gậy mật mã Spartan, scytale, vốn chỉ được giao cho các chỉ huy quân sự. Loại baton này được cho là ra đời trước baton La Mã, nhưng tài liệu tham khảo chi tiết đầu tiên chỉ được mô tả trong Plutarchus có từ thời La Mã.

## Thời Trung cổ đến đầu thời hiện đại

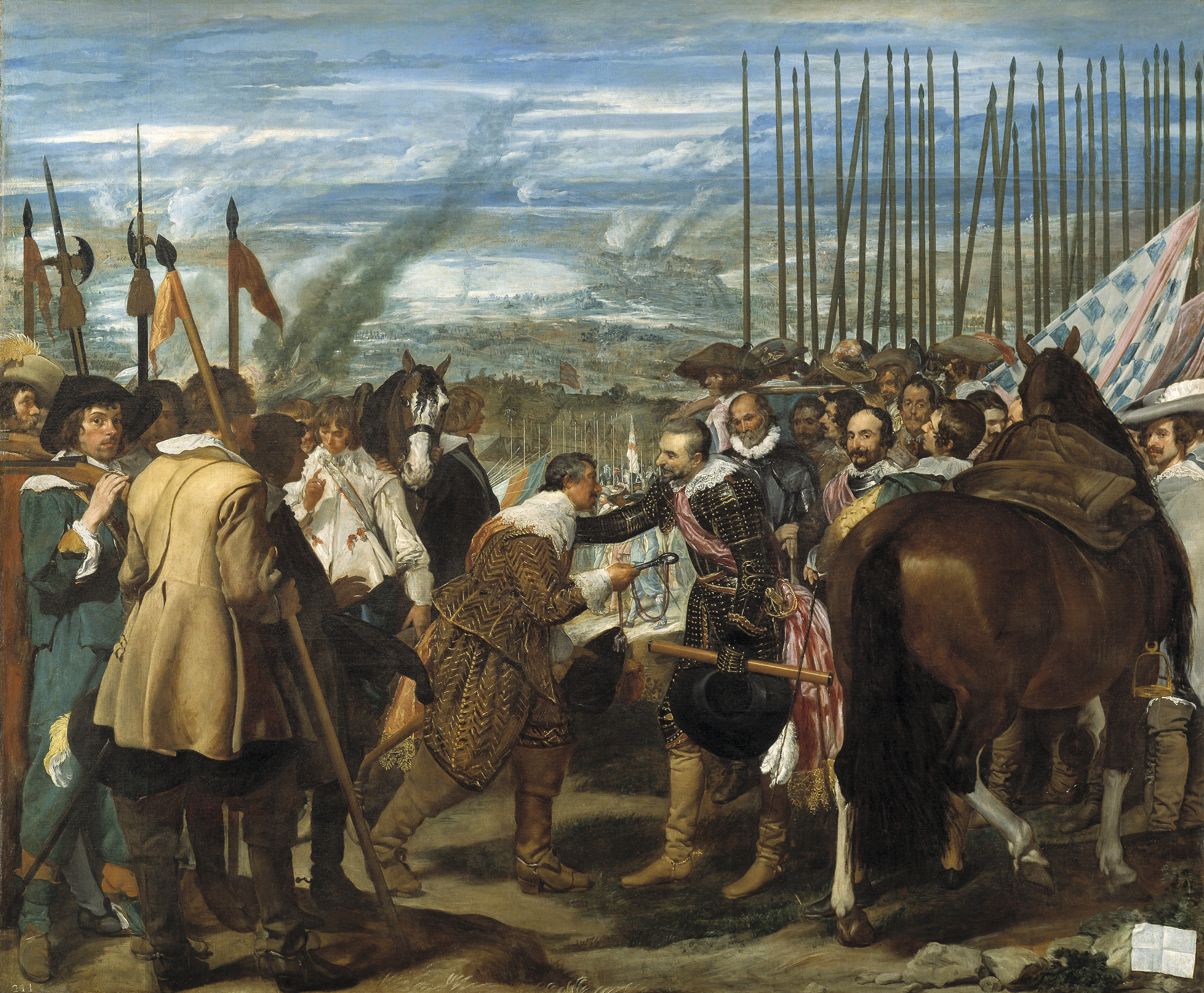
Ambrogio Spinola, Hầu tước xứ Balbase thứ nhất cầm baton trong khi chấp nhận sự đầu hàng của Justinus van Nassau vào năm 1625.

Một cách thường xuyên hơn, baton đã được trao cho các chỉ huy hàng đầu trong hầu hết các đội quân châu Âu ít nhất là từ thời Phục hưng, như một sự hồi sinh của truyền thống cổ điển. Trong các bức họa, chúng thường được mô tả như một vật dụng bằng gỗ, thường dài hơn và mỏng hơn so với các baton sau này. Chúng cũng thường được các vị vua mang theo khi mặc quân phục. Các vị vua Pháp (bao gồm cả Napoléon Bonaparte) đã trao cho các thống chế Pháp những chiếc baton trang trí công phu, bọc nhung xanh với các biểu tượng bằng kim loại như  fleurs-de-lys thời trước Cách mạng Pháp, ong thời Napoleon, hoặc những ngôi sao vào thời kỳ Cộng hòa.
Arthur Wellesley, Công tước thứ nhất của Wellington, được thừa nhận như là người sở hữu nhiều gậy thống chế nhất. Ông từng giữ cấp bậc thống chế hoặc tương đương trong tám đội quân châu Âu, do đó được trao tặng 8 baton thống chế. Trừ baton của Nga, đã bị đánh cắp vào ngày 9 tháng 12 năm 1965 và chưa được tìm thấy, tất cả baton còn lại được trưng bày tại nhà cũ của ông, Apsley House. 
Sa hoàng Alexander I (1801-1825) đã trao tặng năm baton, một cho Công tước Wellington và bốn cho các tướng lĩnh Nga.
Biểu tượng cặp baton xếp chéo có thể xuất hiện dưới dạng cấp hiệu đặc biệt của các thống chế (hoặc nguyên soái). Cấp hiệu Thống chế (Generalfeldmarschall) của Đức Quốc Xã là một ví dụ. Cấp hiệu của Thống chế Vương quốc Anh cũng tương tự.
Thông thường, các thống chế hiện đại thường mang theo baton đơn giản. Loại cầu kỳ chỉ được dùng cho các dịp lễ nghi.

## Đức Quốc xã

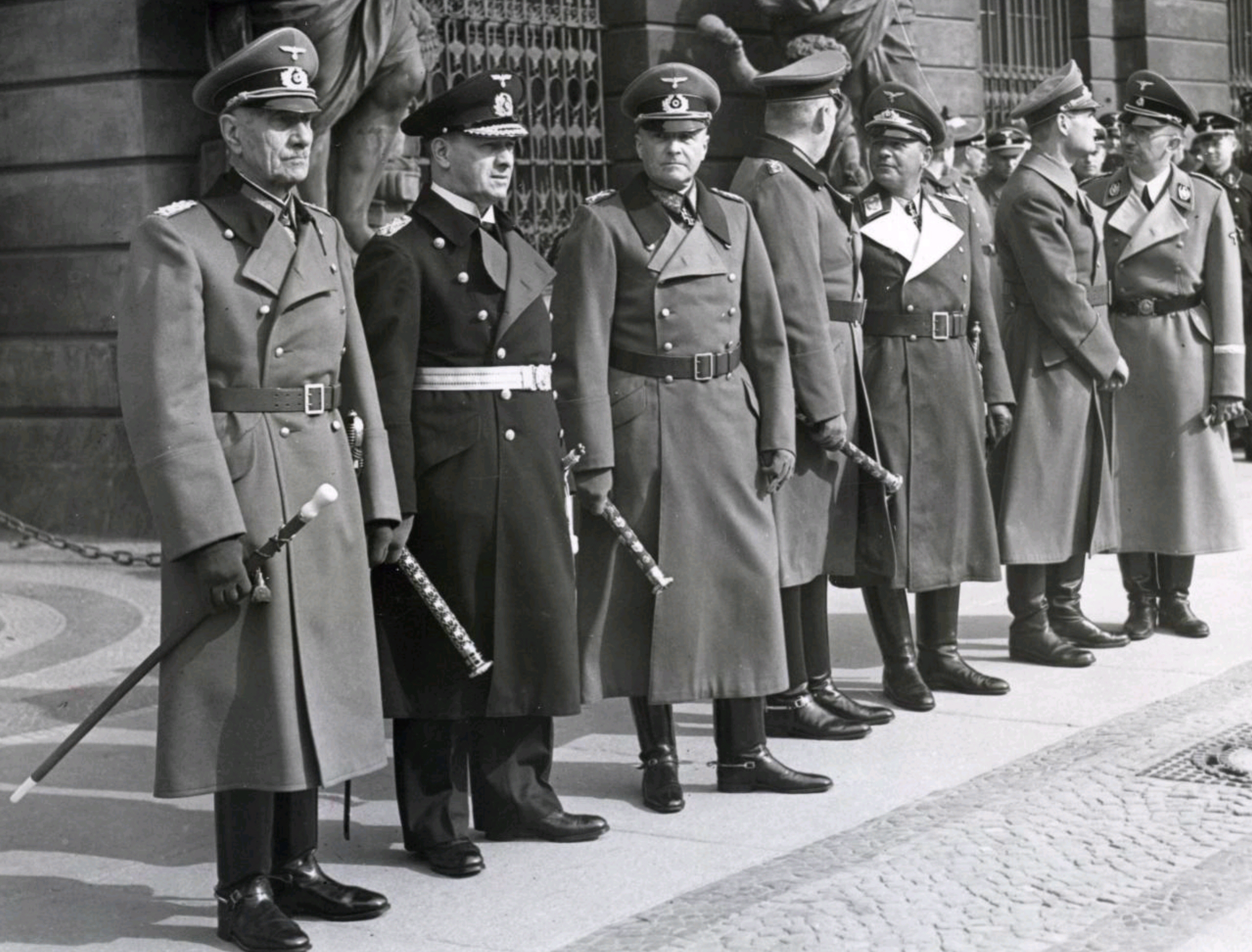
Ba sĩ quan cao cấp của Đức Quốc xã với baton.

Thời Đức Quốc Xã, Thống chế (Generalfeldmarschall) và Đại đô đốc (Großadmirus) sử dụng các baton nghi lễ, được sản xuất đặc biệt bởi các thợ kim hoàn Đức. Bảy kiểu baton được sản xuất và trao tặng cho 25 cá nhân. Riêng Hermann Göring sở hữu hai loại baton cho các cấp bậc Generalfeldmarschall và Reichsmarschall của mình.
Tất cả các baton, trừ chiếc của Erich Raeder, được thiết kế tương tự nhau: một gậy ngắn trang trí với biểu tượng Thập tự Sắt và đại bàng Wehrmacht. Các baton của Luftwaffe (không quân) sử dụng biểu tượng Balkenkreuz, trong khi các baton của Kriegsmarine dùng biểu tượng mỏ neo. Các phần đầu của baton được trang trí rất công phu.
Bảy kiểu baton thời Đức Quốc xã
1. Chiếc baton đầu tiên được trao cho Thống chế Werner von Blomberg. Baton được bọc chất liệu nhung màu xanh nhạt. Nó hiện được trưng bày ở Bảo tàng Lịch sử Quốc gia Hoa Kỳ tại Washington, DC.
2. Chiếc baton không quân đầu tiên được trao cho Hermann Göring sau khi được thăng cấp thống chế. Mặc dù nó được thiết kế tương tự baton của Blomberg với nhung bọc màu xanh nhạt, nhưng nó được kết hợp với các biểu tượng Balkenkreuz của không quân. Ngoài ra, phần chụp ở đầu baton được khảm nhiều viên kim cương nhỏ. Hiện nó được lưu giữ trong Bảo tàng Bộ binh Quốc gia tại Fort Benning, Columbus, Georgia.
3. Chiếc baton tiếp theo được trao cho Đại đô đốc Erich Raeder. Baton này được bọc lớp nhung màu xanh đậm. Họa tiết trang trí của nó liên kết chuỗi các biểu tượng thánh giá, đại bàng và mỏ neo. Vào cuối cuộc chiến, chiếc baton này đã bị rã ra và bị bán từng mảnh rời.
4. Chín baton lục quân được trao vào mùa hè năm 1940 cho các thống chế mới được thăng cấp. Các baton này được bọc nhung đỏ và chỉ khác nhau trong dòng chữ khắc trên chụp đầu. Chúng được sản xuất với giá 6.000 RM (khoảng 30.000 USD vào năm 2012). Hầu hết các baton này hiện đang ở trong các bảo tàng hoặc bộ sưu tập tư nhân.
5. Ba baton không quân được trao vào mùa hè năm 1940. Chúng được bọc nhung màu xanh và trang trí biểu tượng Balkenkreuz, chỉ khác nhau ở dòng chữ khắc trên chụp đầu. Một chiếc loại này sau đó được trao vào năm 1943. Các baton không quân 1940 đắt hơn một chút so với baton lục quân 1940.
6. Một chiếc baton hải quân khác được trao cho Đại đô đốc Karl Dönitz. Nó được bọc nhung màu xanh và kết hợp với biểu tượng tàu ngầm U-boat trên một bên chụp đầu. Nó hiện đang ở trong Bảo tàng Trung đoàn Shropshire, Shrewsbury, Vương quốc Anh, và được tặng bởi Thiếu tướng JB Churcher, người đã bắt Dönitz khi chiến tranh kết thúc và lấy trộm dùi cui.
7. Chiếc baton Reichsmarschall duy nhất được tặng cho Hermann Gotring vào năm 1940. Mặc dù về hình thức nó tương tự như các baton 1940 khác, nó được làm từ ngà voi trắng, không phải bằng kim loại bọc nhung. Phần chụp đầu được làm bằng bạch kim khắc chữ và được khảm hơn 600 viên kim cương nhỏ. Chiếc baton này được sản xuất với giá 22.750 RM (khoảng 130.000 USD vào năm 2012). Nó hiện đang ở trong Bảo tàng West Point của Quân đội Hoa Kỳ, Thác nước cao nguyên, NY.
